# 圣雅各伯圣殿 (施特劳宾)
圣雅各伯圣殿（Basilika St. Jakob）是一座罗马天主教宗座圣殿，也是德国施特劳宾最大的教堂，哥特式风格。
这座教堂建于1400年左右，由建筑师汉斯·冯·伯格豪森设计，于1512年竣工。钟楼高89.5米。
1989年7月23日,教宗若望保禄二世将该堂升格为宗座圣殿..